# Sericolea pullei
Sericolea pullei är en tvåhjärtbladig växtart som beskrevs av Schlechter. Sericolea pullei ingår i släktet Sericolea och familjen Elaeocarpaceae. Inga underarter finns listade i Catalogue of Life.